# Судански воден козел
Судански воден козел (Kobus megaceros) е вид бозайник от семейство Кухороги (Bovidae). Видът е застрашен от изчезване.

## Разпространение и местообитание
Разпространен е в Етиопия и Южен Судан.